# Mercat municipal de Mollerussa
El mercat municipal de Mollerussa és un mercat de carrer que té lloc cada dimecres de la setmana al municipi de Mollerussa (Pla d'Urgell). Té una durada de mig dia laboral (de 9.00 a 13.00 hores del matí).

## Història
El mercat començà a celebrar-se de forma simultània amb la Fira de Sant Josep l'any 1872, segons consta en l'acta de la sessió que tingué la Corporació Municipal, el dia 10 de Març d'aquell mateix any, en la qual assistiren un gran nombre de veins de la població que havien demanat la implantació de mercats i fires al municipi atenent al moviment comercial que en aquella època començava a albirar-se, i en la qual el consistori, presidit per Jaume Banqué, prengué l'acord de celebrar un mercat cada dimecres.
Tot el moviment del mercat ocupava en aquell temps l'antiga i actual Plaça Major i una petita part de la Plaça del Pou -actualment de Manuel Bertrand- però fou degut al gran increment que van assolir i que aviat van resultar insuficients els carrers i places de la població.
Acudien als mercats verdulaires de Lleida i del Camp de Tarragona, fent el transport amb carros; aquesta feina requeria circular quasi de nit i de dia per arribar a temps a l'hora del mercat.
L'expansió i creixement que estaven assolint els mercats setmanals van comportar que aquests adquirissin un protagonisme cada cop més popular i que els veïns reclamessin adequar les ubicacions i proposar a les autoritats millores i suggeriments. L'any 1904 hi va haver una proposta per celebrar un segon mercat setmanal, a part del dimecres, i es va designar provisionalment el diumenge, tot i que finalment la proposició no va triomfar, ja que el 1908, el 1911 i el 1933 (llavors es va parlar de dissabte) es van tornar a debatre noves propostes.
El 1929 els ciutadans es van adonar de la necessitat de millorar els accesos fins a la Plaça Major per als forans que venien al mercat. Una comissió formada per veÏns va tenir la idea de procedir a la compra i l'enderrocament d'unes antigues cases que dificultaven l'entrada a la plaça. La iniciativa va reeixir gràcies a la participació ciutadana.

## Actualitat
Un cop entrat al segle xxi, el mercat del dimecres es continua celebrant amb notable acceptació i èxit amb una bullícia de mollerussencs i forans, alhora que s'ha convertit en un dels més competitius i importants de les terres de Ponent. La magnitud és tan gran, que gairebé tots els carrers i places del centre de la ciutat queden ocupats pels venedors i les seves parades que, des de fa molts anys, tenen concertat amb l'Ajuntament el lloc que ocupen.
La zona compresa per la plaça del Pla d'Urgell, els accessos i la placeta de Vilaclosa, el carrer lateral que discorre paral·lel a la plaça de l'Ajuntament i la plaça Manuel Bertran, les ocupen les parades de comestibles i, molt especialment, de totes les varietats de fruites i verdures. Tenen gran acceptació els productes autòctons, que procedeixen dels horts i parcel·les de la mateixa comarca, perquè es poden collir i vendre el mateix dia, a més de la seva qualitat i de la confiança que generen entre els compradors.
Pel que fa a la plaça Major i el carrer Arbeca, -en tota la seva capacitat i traçat de la seva configuració-, i els carrers de Ferran Puig, Crist Rei i Verge de Montserrat -de les quals sols ocupen trams parcials-, hi ha les parades de roba, calcer i altres objectes vinculats a aquest sector. Aquesta àrea també compta amb compradors fidels, habituals i nombrosos.